# Ernst Coenen
Ernst Coenen (* 3. April 1906 in Eupen; † 23. September 1996 in Köln) war ein deutscher Jurist, Diplomat in der Zeit des Nationalsozialismus und Industriemanager in der Bundesrepublik Deutschland.

## Leben
Coenen besuchte das humanistische Gymnasium in Saarlouis und studierte von 1925 bis 1929 Rechtswissenschaften in Genf, München und Berlin. Nach Referendariat und der Promotion 1932 wurde er in den preußischen Justizdienst eingestellt. 1934 wurde er in den Auswärtigen Dienst einberufen und wurde nach seiner diplomatisch-konsularischen Prüfung im Generalkonsulat Thorn eingesetzt. Am 24. Juni 1937 beantragte er die Aufnahme in die NSDAP und wurde zum 1. Dezember desselben Jahres aufgenommen (Mitgliedsnummer 4.789.474). Coenen war auch Mitglied der SS und wirkte dort in der Rechtsabteilung des Nachrichtensturms. Nach dem Westfeldzug 1940 kam er als Legationsrat nach Brüssel und zur Waffenstillstandskommission nach Paris. Ab September 1943 leistete er Militärdienst und wurde von August 1944 bis September 1946 von den Alliierten interniert.
Über seine Entnazifizierung ist nichts bekannt.
Seit 1946 arbeitete er als Rechtsanwalt in Düsseldorf, seit Dezember 1949 bei der Stahltreuhändervereinigung. Ab Januar 1954 war Coenen Vorstandsmitglied der Fritz Thyssen Vermögensverwaltungs AG. 1961 wurde er nach Gründung der mit 100 Millionen DM ausgestatteten Fritz Thyssen Stiftung in deren ersten Vorstand berufen und hat über Management und Verteilung der Stiftungsgelder auf die deutsche Forschungs- und Kulturpolitik eingewirkt.

## Auszeichnungen
- 1971: Großes Silbernes Ehrenzeichen für Verdienste um die Republik Österreich[2]

## Schriften
- Frankreichs Ziel: Über die Saar zum Rhein. Berlin : Runge, 1934.
- Vertragsobligationen nach deutschem Internationalen Privatrecht. Berlin, 1933.